# Niklas Seppänen
Niklas Seppänen (* 30. Juni 1993 in Helsinki) ist ein finnischer Volleyballspieler. Der Außenangreifer nahm mit der Nationalmannschaft an der Weltmeisterschaft 2014 teil. In verschiedenen Ländern gewann er Meisterschaften und Pokale.

## Karriere
Seppänen begann seine Karriere 2008 bei Korson Veto in Vantaa. 2013 gewann er den finnischen Pokal. Mit der finnischen Nationalmannschaft nahm der Außenangreifer an der Volleyball-Weltliga 2013 teil. Bei der Europameisterschaft kam er im gleichen Jahr ins Viertelfinale. Anschließend wechselte er zu Kokkolan Tiikerit. 2014 nahm Seppänen mit Finnland an der Weltmeisterschaft in Polen teil und erreichte den neunten Platz. Danach ging er nach Frankreich, wo er zunächst bei Tourcoing Lille Métropole Volley-Ball aktiv war. Bei der EM 2015 kam er mit der Nationalmannschaft auf den zwölften Platz. In der Saison 2015/16 schaffte er mit Nice Volley-Ball den Aufstieg aus der zweiten Liga (Ligue B). In der folgenden Saison spielte er bei Narbonne Volley, doch im März wechselte er zu Tours Volley-Ball. Mit Tours gewann er den CEV-Pokal. In der Saison 2017/18 war Seppänen bei Stroitel Minsk aktiv. Mit dem Verein spielte er im Challenge Cup. Er wurde belarussischer Pokalsieger und Vizemeister, wobei er persönlich zum besten Angreifer der Liga gekürt wurde. 2018 kehrte er zurück zu Kokkolan Tiikerit.
2019 wurde Seppänen vom deutschen Bundesligisten SWD Powervolleys Düren verpflichtet. Im DVV-Pokal 2019/20 kam er mit den SWD Powervolleys ins Finale, das die Mannschaft gegen die Berlin Recycling Volleys verlor. Als die Bundesliga-Saison kurz vor den Playoffs abgebrochen wurde, stand Düren auf dem sechsten Tabellenplatz. Nach der Saison verließ er den Verein mit unbekanntem Ziel.